# ʻAhu ʻula

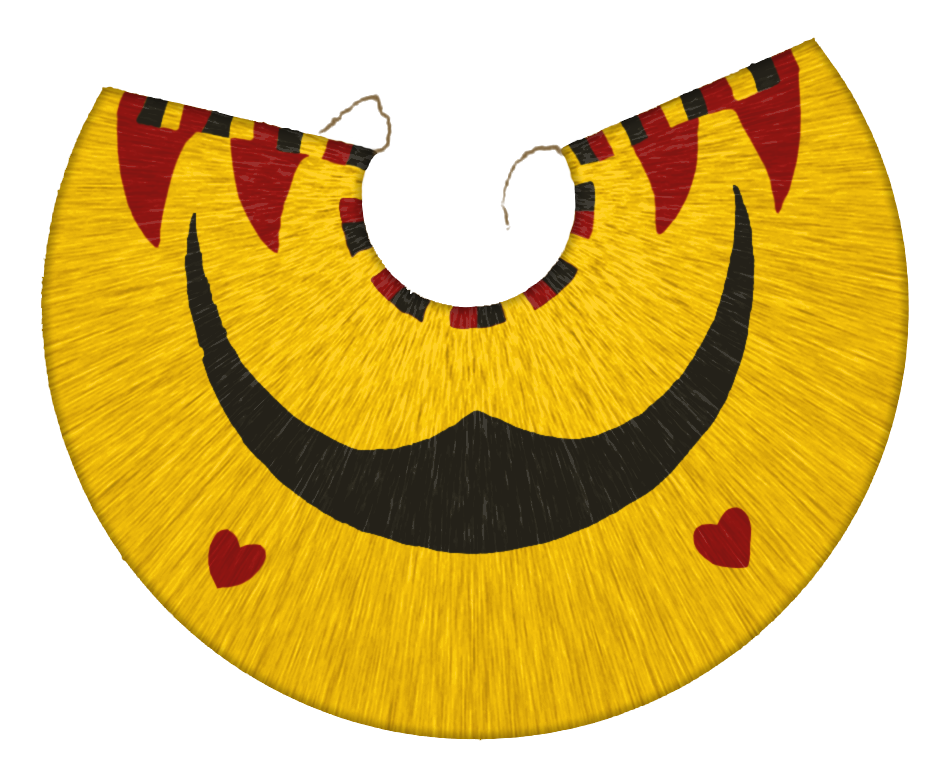
L'ʻahu ʻula del gran capo Haʻalelea.

L'ʻahu ʻula (in hawaiano: mantello di piume) è un tradizionale capo di abbigliamento hawaiano realizzato con una rete intrecciata e decorata con piume, che viene considerato, assieme al mahiole (in hawaiano: elmo di piume), uno dei simboli del più alto grado della nobiltà aliʻi, la nobiltà tradizionale delle antiche Hawaii.
Presenti nei musei di tutto il mondo in un numero pari a 160 diversi esemplari, di cui almeno sei raccolti durante i viaggi del capitano Cook, questi regalia erano ritenuti in grado di proteggere anche spiritualmente, oltre che fisicamente, coloro i quali li indossavano.

## Realizzazione

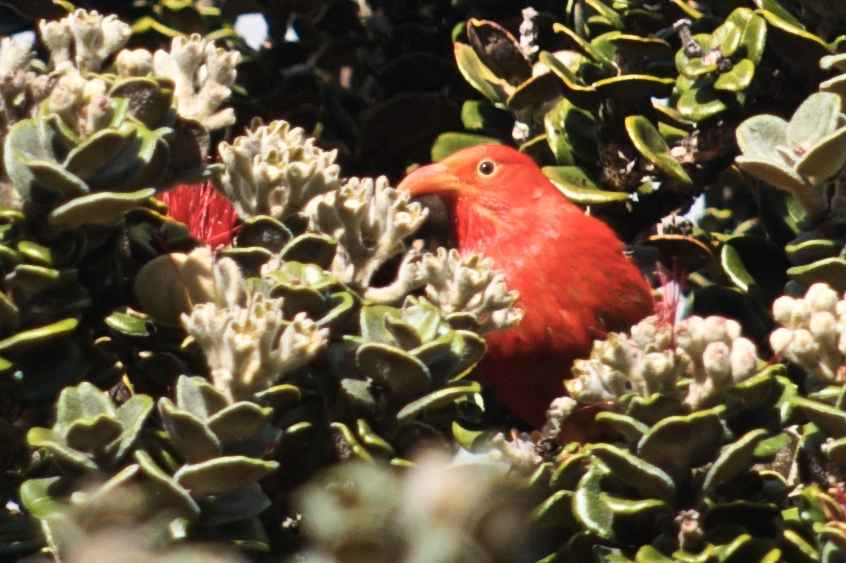
Un ʻiʻiwi, le cui piume rosse venivano utilizzare nella realizzazione degli ʻahu ʻula

Gli ʻahu ʻula erano costruiti intrecciando una serie di fusti di Touchardia latifolia, una pianta endemica delle isole Hawaii e membro della famiglia delle Urticaceae, così da creare una rete di supporto che veniva poi decorata con piume di uccelli locali. Le piume gialle e nere erano prese da quattro specie di uccelli appartenenti al genere Moho (ʻōʻō in hawaiano), e da due specie del genere Dropanis, tutte quante oggi estinte (l'ultima, il moho di Kauai, si estinse nel 1987) sia a causa di tale richiesta di piume (sebbene gli uccelli non venissero uccisi, bensì catturati e poi rilasciati dopo averne tratto qualche piuma), sia a causa della distruzione del loro habitat e delle malattie giunte nell'arcipelago attraverso le specie introdotte. Le distintive piume rosse venivano invece prese dal drepanis scarlatto, chiamato ʻiʻiwi dagli hawaiani, e dall'apapane, che sono invece riusciti a sopravvivere fino ai giorni nostri, sebbene in numero ridotto rispetto a un tempo.
Le centinaia di migliaia di piume necessarie alla fattura di un singolo ʻahu ʻula vengono divise in piccoli mazzetti che vengono poi legati alla rete così vicini gli uni agli altri da formare una copertura uniforme della superficie della rete.

## Gliʻahu ʻuladonati al capitano Cook nel 1778

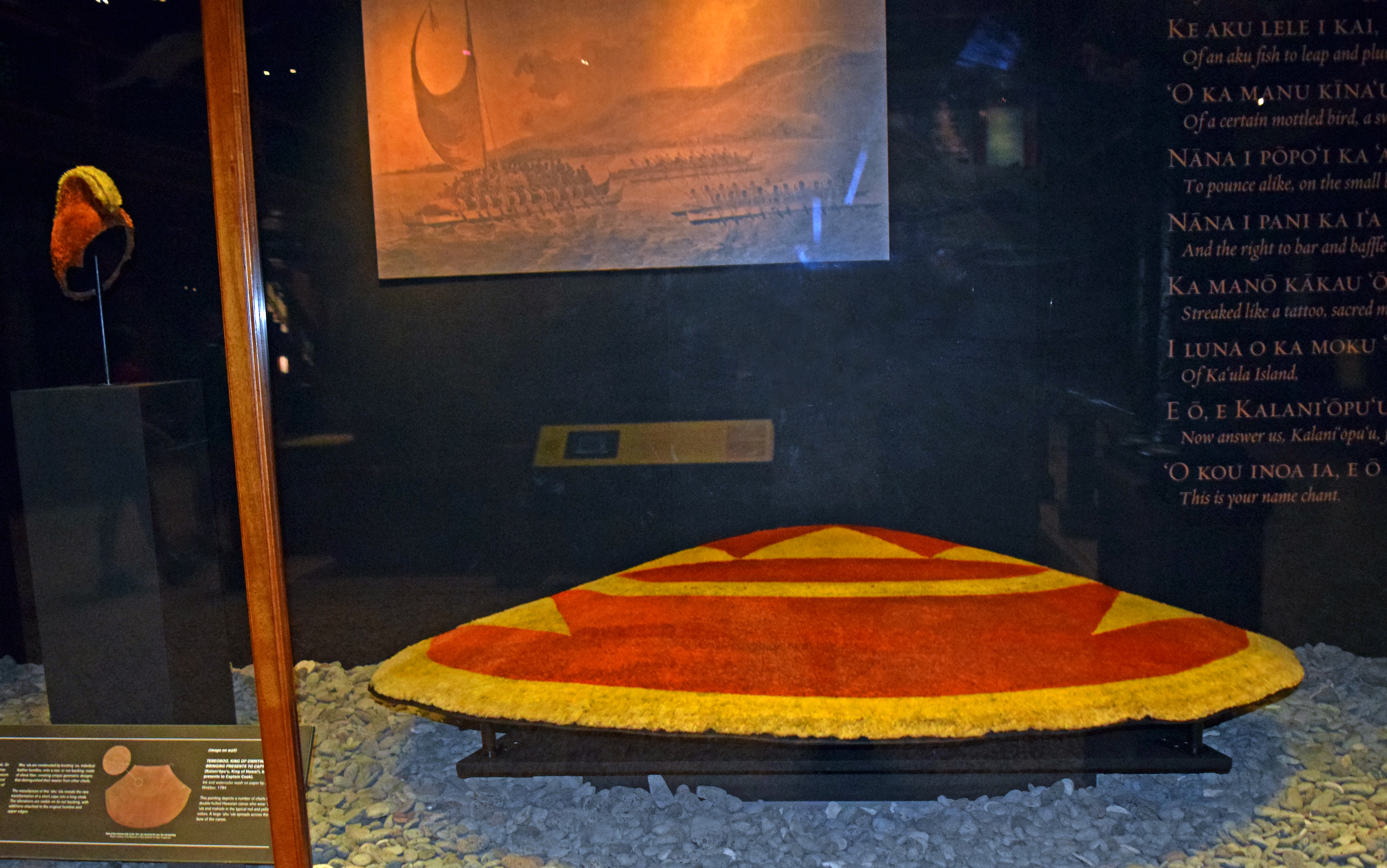
Uno degli ʻahu ʻula donati al capitano Cook esporto nel museo Bishop di Honolulu.

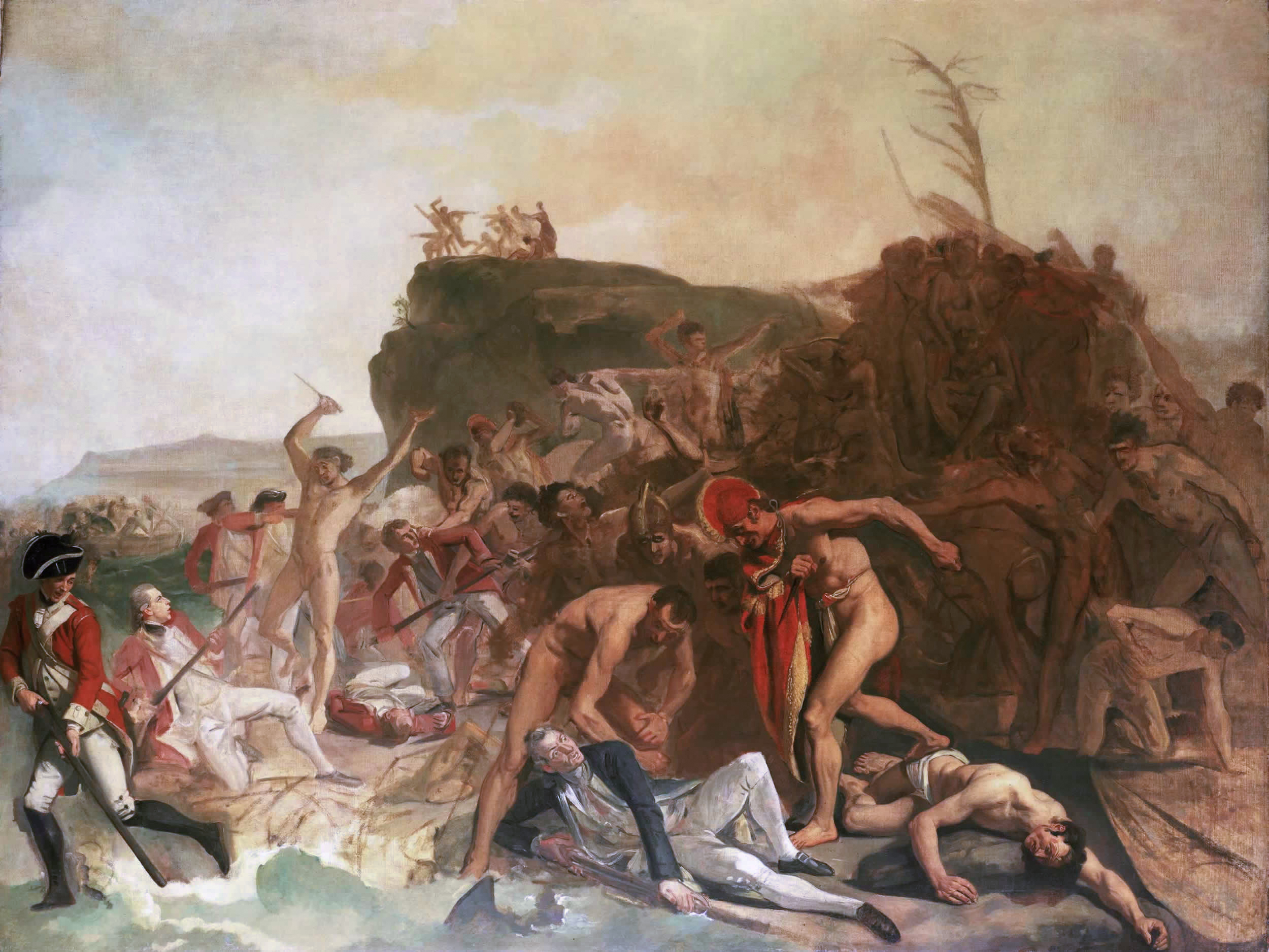
Il quadro The Death of Captain James Cook di Johann Zoffany, realizzato nel 1795.

Quando, il 26 gennaio 1778, James Cook raggiunse le Hawaii nel corso del suo terzo viaggio attorno al mondo, il famoso esploratore britannico fu ricevuto dal gran capo Kalaniʻōpuʻu, il quale, alla fine del loro incontro, donò al capitano inglese il mahiole e l'ʻahu ʻula che lui stesso stava indossando assieme a diversi ʻahu ʻula e ad altre offerte di cibo, tra cui quattro maiali interi. Molti degli oggetti raccolti da Cook durante i suoi viaggi, compresi gli indumenti donatigli da Kalaniʻōpuʻu, finirono nella collezione di Sir Ashton Lever, che li mise in mostra nel proprio museo, l'Holophusikon. Fu proprio durante la loro permanenza in quel museo che il mahiole e l'ʻahu ʻula di Cook furono presi in prestito dal pittore britannico Johann Zoffany per raffigurarli, indossati da un indigeno, nel quadro The Death of Captain James Cook.
Agli inizi del XIX secolo, Lever finì in bancarotta e la sua collezione fu messa all'incanto e acquistata da James Parkinson, il quale continuò a esporla a Londra, presso la Blackfriars Rotunda, per poi venderla, smembrata in più di 7 000 lotti, nel 1806. Il mahiole e l'ʻahu ʻula furono venduti al collezionista britannico William Bullock, che li esibì nel proprio museo fino al 1819, quando anche quella collezione fu venduta e acquistata da Charles Winn, il cui nipote, Rowland Winn, II Barone St Oswald, decise infine di donarla al dominion della Nuova Zelanda nel 1912. Oggi, i due oggetti sono esporti nel museo neozelandese Te Papa Tongarewa.

## ʻAhu ʻulanel mondo
Molti musei in tutto il mondo posseggono un esemplare di ʻahu ʻula. Tre di essi sono ad esempio nel già citato museo Te Papa Tongarewa, tutti quanti dono del barone Rownland Winn, altri tre sono conservati al British Museum, uno, donato dal re Kamehameha II a Frederich Gerald Byng nel 1824, è conservato al National Museum of Scotland, e ovviamente diversi ʻahu ʻula sono conservati nei musei hawaiani, come il museo Bernice Pauhai Bishop di Honolulu.

## Galleria d'immagini

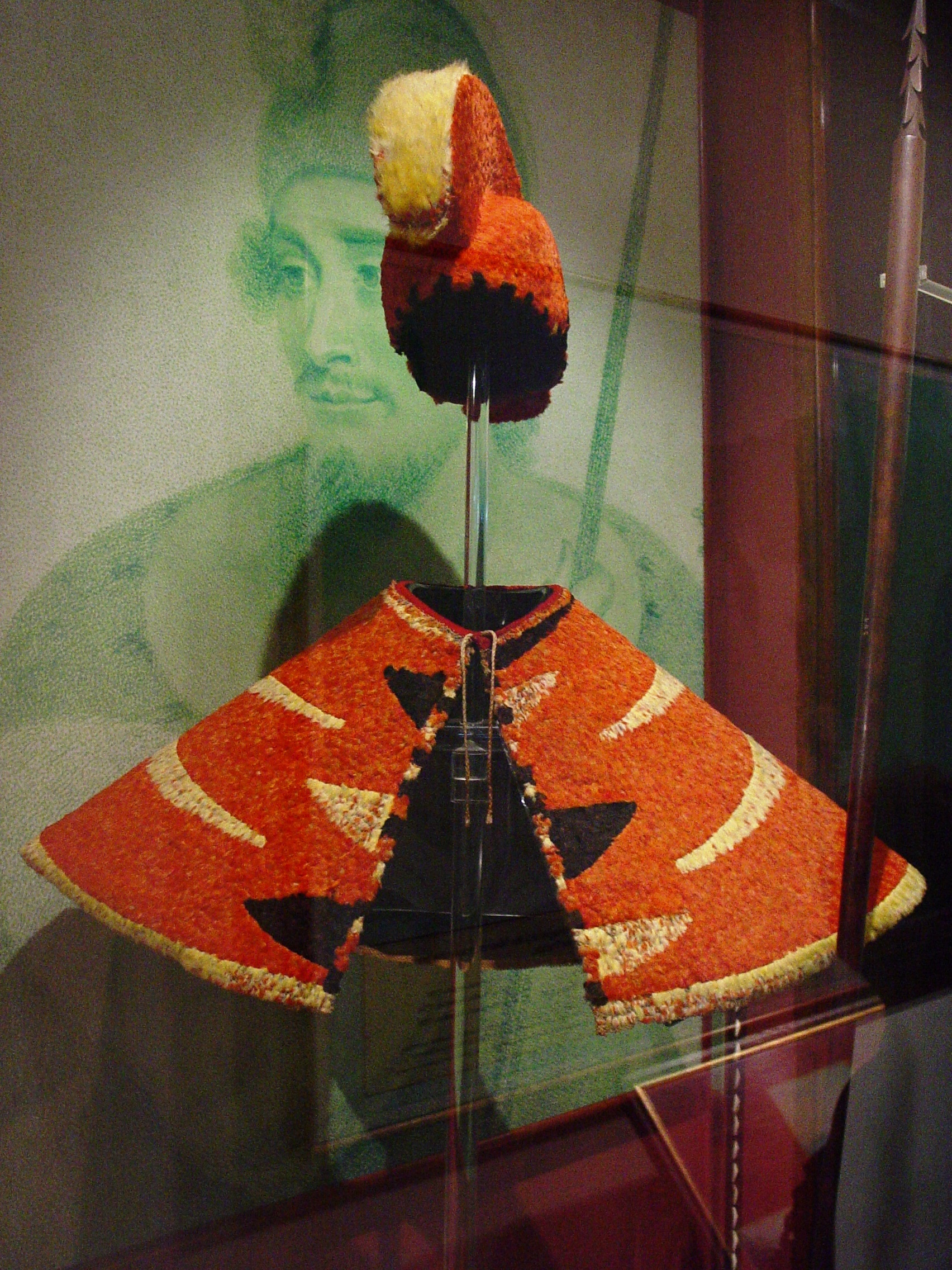
Un mahiole e un ʻahuʻula di circa 200 anni fa esposti al museo Bishop di Honolulu.
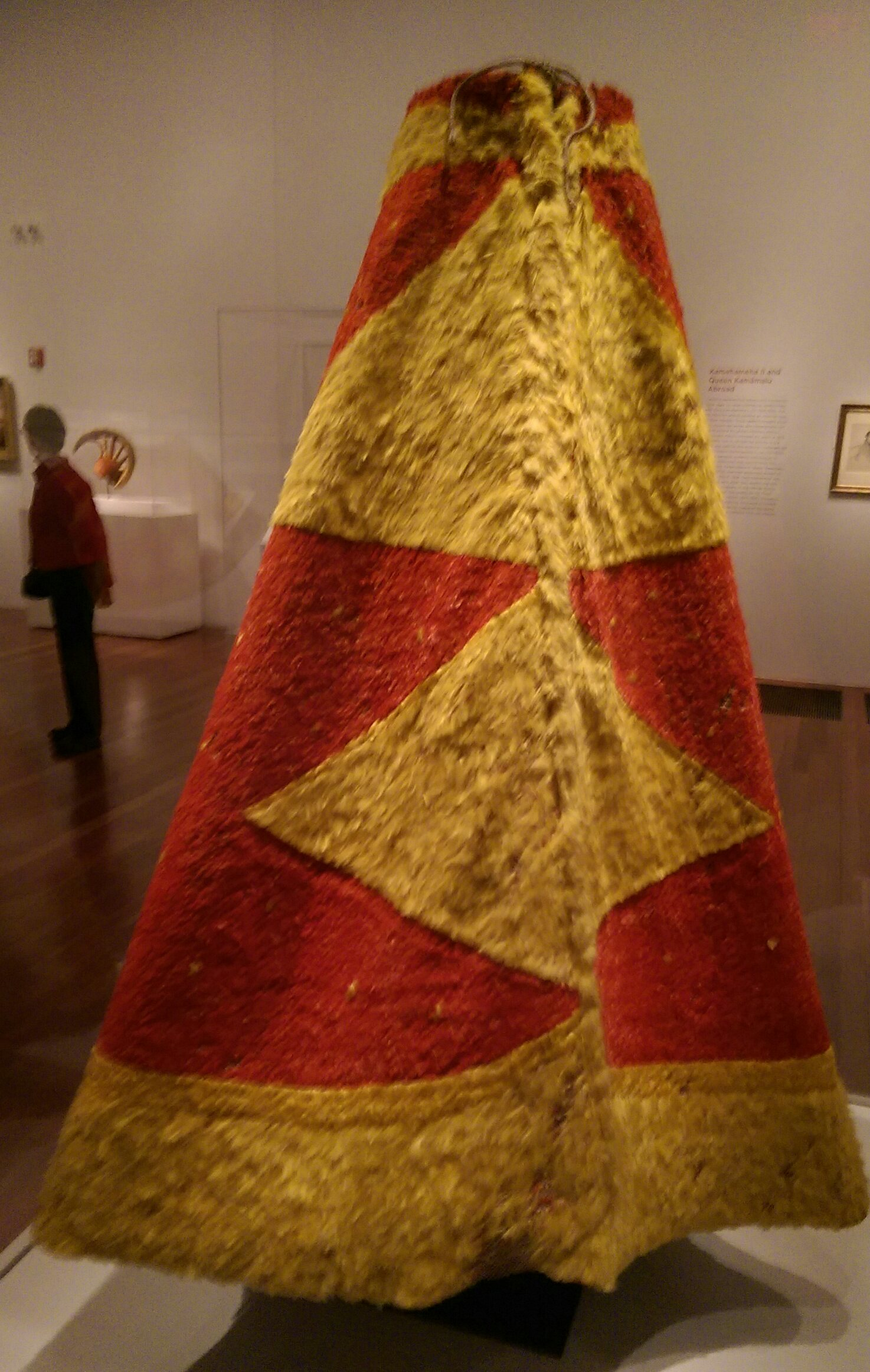
Un ʻahu ʻula associato al re hawaiano Kalaniʻōpuʻu, in mostra al museo de Young di San Francisco.